# Astyanax brevirhinus
Astyanax brevirhinus es una especie de pez de la familia Characidae en el orden de los Characiformes.

## Morfología
Los machos pueden llegar alcanzar los 10 cm de longitud total.

## Hábitat
Vive en zonas de clima subtropical entre 23 °C-27 °C.

## Distribución geográfica
Se encuentran en Sudamérica: cuenca del río Jequitinhonha.